# Јасмин Хукић
Јасмин Хукић (Тузла, СФРЈ, 15. август 1979) је бивши босанскохерцеговачки кошаркаш. Играо је на позицији крила.

## Успеси

### Клупски
- Слобода Тузла:
  - Првенство БиХ (3) : 1996/97, 1999/00, 2000/01.
  - Куп БиХ (3) : 1997, 1999, 2001.

- Унион Олимпија:
  - Јадранска лига (1) : 2001/02.
  - Првенство Словеније (3) : 2001/02, 2007/08, 2008/09.
  - Куп Словеније (4) : 2002, 2003, 2008, 2009.

- Хемофарм:
  - Јадранска лига (1) : 2004/05.

- Урал Грејт Перм:
  - ФИБА Еврокуп челенџ (1) : 2005/06.

- Проком Трефл Сопот:
  - Првенство Пољске (1) : 2006/07.

- Крка:
  - Првенство Словеније (2) : 2012/13, 2013/14.
  - Куп Словеније (2) : 2014, 2015.